# 17429 Ianhowarth
17429 Ianhowarth è un asteroide della fascia principale. Scoperto nel 1989, presenta un'orbita caratterizzata da un semiasse maggiore pari a 2,2755262 au e da un'eccentricità di 0,1068978, inclinata di 3,39955° rispetto all'eclittica.